# (19251) Totziens
(19251) Totziens est un astéroïde de la ceinture principale découvert le 3 septembre 1994 par l'astronome suisse Paul Wild à l'observatoire Zimmerwald.
Il est nommé d'après le mot néerlandais Totziens qui signifie Au revoir, message du découvreur à l'attention des chercheurs de planètes mineures, à l'occasion de cette ultime découverte de sa carrière.